# Metro Davao
Die Davao Metropolitan Area, auch Metro Davao genannt, ist eine der 12 Metropolregionen der Philippinen. Sie befindet sich auf der Insel Mindanao.
Der Bevölkerungszahl nach ist sie die drittgrößte der philippinischen Metropolregionen, nach der Fläche die zweitgrößte. Sie hatte im Jahr 2015 ca. 2,5 Mio. Einwohner (Definition der National Economic and Development Authority (NEDA)).
Dieses Gebiet ist nach Davao City benannt und besteht aus fünf Städten sowie zwei Gemeinden. Metro Davao ist unter anderem durch den Francisco Bangoy International Airport in den nationalen Verkehr eingebunden.
Mit ihrem Bevölkerungswachstum von ca. 2,5 % pro Jahr über die letzten 25 Jahre liegt Metro Davao nach Metro Cebu und Metro Cagayan de Oro im Spitzenfeld der zwölf philippinischen Metropolen.
| Metropole   | VZ 1990   | VZ 2000   | VZ 2010   | VZ 2015   | Fläche       |
| ----------- | --------- | --------- | --------- | --------- | ------------ |
| Metro Davao | 1.354.035 | 1.787.692 | 2.262.518 | 2.516.216 | 3.964,95 km² |

Die folgende Tabelle enthält die Städte der Metro Davao, mit ihren Einwohnerzahlen aus den Volkszählungen von 1990, 2000, 2010 und 2015, sowie ihrer Fläche. Orte mit dem Zusatz City besitzen den Status einer Stadt, Orte ohne diesen Zusatz den Status einer eigenständig verwalteten Gemeinde (Municipality).
| Stadt                       | VZ 1990 | VZ 2000   | VZ 2010   | VZ 2015   | Fläche      | Provinz         |
| --------------------------- | ------- | --------- | --------- | --------- | ----------- | --------------- |
| Carmen                      | 45.133  | 55.144    | 69.199    | 74.679    | 166,00 km²  | Davao del Norte |
| Davao City                  | 849.947 | 1.143.493 | 1.449.296 | 1.632.991 | 2443,61 km² | Davao del Sur   |
| Digos                       | 96.806  | 125.171   | 149.891   | 169.393   | 287,10 km²  | Davao del Sur   |
| Island Garden City of Samal | 68.866  | 83.087    | 95.874    | 104.123   | 301,30 km²  | Davao del Norte |
| Panabo                      | 101.795 | 133.950   | 174.364   | 184.599   | 251,23 km²  | Davao del Norte |
| Santa Cruz                  | 56.048  | 67.316    | 81.093    | 90.987    | 319,91 km²  | Davao del Sur   |
| Tagum                       | 135.440 | 179.531   | 242.801   | 259.444   | 195,80 km²  | Davao del Norte |